# Владислав Стоянов
Владисла?в Стоя?нов (болг. Владислав Стоянов; нар. 8 червня 1987, Перник, Болгарія) — болгарський футболіст, воротар футбольного клубу «Лудогорець» та національної збірної Болгарії. Також відомий виступами за бургаський «Чорноморець» та тираспольський «Шериф». У складі цих команд здобув срібло на останньому розіграші кубку Інтертото, став дворазовим чемпіоном Молдови, володарем кубку Молдови та чемпіоном Болгарії. Найкращий воротар Молдови 2010 року.

## Життєпис

### Клубна кар'єра

#### Перші роки
Владислав Стоянов народився 8 червня 1987 року у болгарському місті Перник. Виховувався у місцевому футбольному клубі «Металург». Після одного матчу, проведеного проти столичного ЦСКА, тренер юнацької команди, Свєтльо Мірчєв, вирішив запросити воротаря до складу «армійців». 2000 року, у віці 13-ти років, молодик перейшов до футбольної школи, за що «Металург» отримав 2 тисячі болгарських левів.
Після чотирьох років, проведених у складі юнацької команди «армійців» Владислав підписав професійний контракт з футбольним клубом «Нафтєкс». Окрім воротаря, до цього клубу з юнацького складу «червоних» перейшли такі болгарські футболісти, як Орлін Старокін та Георгі Божилов. Щоправда, футболіст майже одразу був відданий в оренду до футбольного клубу «Поморіє». Прийшовши до нового клубу, Владислав став третім воротарем у команді, щоправда, це не завадило гравцю дебютувати у професійному футболі. Свій перший матч Владислав Стоянов відіграв 15 жовтня 2006 року проти футбольного клубу «Черно море» з Варни, тоді молодий воротар не дав «морякам» забити жодного голу, втримавши результат до нуля. Всього у складі «Поморія» болгар відіграв три матчі, два у чемпіонаті та один у розіграші кубку. Наступного сезону 2005–2006 років, повернувшись з оренди Стоянов відіграв п'ять матчів за основний склад «Нафтєкса» (чотири у чемпіонаті та один у розіграші кубку).

#### «Чорноморець»
Влітку 2006 року Владислав перейшов до іншого болгарського футбольного клубу — «Чорноморця» з міста Бургас. Тоді болгарські «акули» грали у другому дивізіоні чемпіонату Болгарії — Групі Б. Перший свій матч за цей клуб голкіпер провів 19 серпня 2006 року проти футбольного клубу «Несебар». У першому ж своєму сезоні у складі «Чорноморця», Стоянов, провівши всього дев'ять матчів, разом із командою здобуває золоті медалі групи Б. Після повернення клубу до вищого дивізіону, Стоянов став основним воротарем команди і відіграв 29 матчів у сезоні 2007–2008 років. Влітку 2008 року болгар разом із командою став срібним призером кубку Інтертото. У цьому турнірі акули зустрілися тільки з двома командами — словенською «Горіцою» (1:1, 2:0) та швейцарським «Грассгоппером» (0:3, 0:1). Після вдалого сезону молодому воротарю пропонували влітку перейти до київського «Динамо», але влаштувати трансфер не вдалося. Наступного сезону Владислав відіграв ще у складі «акул» 11 матчів, але після приходу до команди німецького голкіпера Паскаля Бореля, болгар втратив місце в основному складі команди.

#### «Шериф»
Взимку 2010 року воротар підписав контракт з молдовським футбольним клубом «Шериф» з міста Тирасполь, що у Наддністрянщині. Після швидкої адаптації до умов одного з найтитулованіших клубів чемпіонату Молдови, болгарський воротар дебютував 7 березня 2010 року у матчі проти футбольного клубу «Тирасполь». Під час свого першого сезону у складі «жовто-чорних» Стоянов зробив рекондні для себе серію «сухих» матчів — дев'ять ігор поспіль «Шериф» не пропускав жодного голу. У той же час болгарський воротар, завдяки молдовському клубу отримав можливість виступати у єврокубкових турнірах. Перший свій матч у міжнародних турнірах на рівні клубів Владислав провів у Лізі чемпіонів УЄФА 14 липня 2010 року проти албанського футбольного клубу «Динамо» з міста Тирана. У тому матчі «оси» виграли в албанців з рахунком 3:1, а для Владислава цей матч став першою перемогою у єврокубках. У наступному кваліфікаційному раунді «жовто-чорні» зустрілися з іще одним клубом «Динамо», щоправда тепер це були не албанці, а хорвати. Після першого матчу, зіграного у нічию 1:1, другий матч також закінчився з нічийним рахунком навіть після додатковий час, і вже у серії післяматчевих пенальті воротар молдован став героєм матчу, відбивши два з 7-ми пенальті.. 4 листопада у матчі Ліги Європи болгарський воротар у матчі з білоруським клубом БАТЕ отримав травму, перелом руки, через що не зміг продовжити виходити на поле в єврокубках того сезону. У першому ж матчі по поверненню Стоянова до основного складу «оси» виграли з рахунком 5:1, а Владислав пропустив лише один м'яч з пенальті у матчі. 18 грудня 2010 року Владислава було вибрано найкращим воротарем Молдови 2010 року. Наступного сезону молдовська команда, не змігши показати себе на європейській арені так, як у минулому сезоні, зосередилася на внутрішньому чемпіонаті, що дозволило клубу завершити сезон на першому місці. Всього у складі «жовто-чорних» болгарський воротар відіграв 76 матчів, двічі ставав чемпіоном Молдови, один раз вигравав разом із командою національний кубок.

#### «Лудогорець»
У січні 2013 року підписав контракт із тодішнім чемпіоном Болгарії, футбольним клубом «Лудогорець». Перехід зі складу молдовського гранда коштував разградцям 250 тисяч євро. Дебютний матч у клубі Владислав провів 3 березня того ж року проти варнерського «Черно море». Відігравши увесь матч на «нуль», «орли» виграли з рахунком 2:0. Всього у складі Разградського клубу у першому своєму сезоні Владислав провів 14 матчів, пропустивши при цьому 5 м'ячі. За підсумком сезону «Лудогорець» виграв чемпіонат.

### Збірна
У 2010 році, під час виступів за «Шериф», Владислав отримав виклик до національної збірної Болгарії. Дебютний матч провів 12 жовтня 2010 року проти збірної Саудівської Аравії, який закінчився перемогою болгар з рахунком 2:0.

#### Матчі
| 01. | 12.10.2010 | Саудівська Аравія  | 2-0 | Товариський матч |
| 02. | 10.08.2011 | Білорусь           | 0-1 | Товариський матч |
| 03. | 07.10.2011 | Україна            | 0-3 | Товариський матч |
| 04. | 30.05.2013 | Японія             | 2-0 | Товариський матч |
| 05. | 14.08.2013 | Північна Македонія | 0-2 | Товариський матч |
| 06. | 05.03.2014 | Білорусь           | 2-1 | Товариський матч |

Всього: 6 матчів; 3 перемоги, 3 поразки; 2 «сухих» матчів; 7 пропущених м'ячів.

## Статистика виступів
| Клуб                                                                            | Ліга              | Сезон             | Чемпіонат | Чемпіонат | Чемпіонат | Кубок | Кубок | Кубок | Єврокубки | Єврокубки | Єврокубки | Інші змагання | Інші змагання | Інші змагання | Інші змагання | Всього | Всього | Всього |
| Клуб                                                                            | Ліга              | Сезон             | Ігор      | ПМ        | СМ        | Ігор  | ПМ    | СМ    | Ігор      | ПМ        | СМ        | Назва         | Ігор          | ПМ            | СМ            | Ігор   | ПМ     | СМ     |
| ------------------------------------------------------------------------------- | ----------------- | ----------------- | --------- | --------- | --------- | ----- | ----- | ----- | --------- | --------- | --------- | ------------- | ------------- | ------------- | ------------- | ------ | ------ | ------ |
| «Лудогорець»                                                                    | А                 | 13-14             | 21        | -13       | 14        | 0     | 0     | 0     | 15        | -9        | 7         | СБ            | 1             | -6            | 0             | 37     | -28    | 21     |
| «Лудогорець»                                                                    | А                 | 12-13             | 14        | -5        | 9         | 0     | 0     | 0     | 0         | 0         | 0         | -             | -             | -             | -             | 14     | -5     | 9      |
| «Лудогорець»                                                                    | Всього            | Всього            | 35        | −18       | 23        | 0     | 0     | 0     | 15        | −9        | 7         |               | 1             | −6            | 0             | 51     | −33    | 30     |
| «Шериф»                                                                         | НД                | 12-13             | 10        | -4        | 7         | 0     | 0     | 0     | 6         | -7        | 3         | -             | -             | -             | -             | 16     | -11    | 10     |
| «Шериф»                                                                         | НД                | 11-12             | 16        | ?         | ?         | 1     | ?     | ?     | 2         | -1        | 1         | -             | -             | -             | -             | 19     | -1     | 1      |
| «Шериф»                                                                         | НД                | 10-11             | 16        | ?         | ?         | 3     | ?     | ?     | 10        | -12       | 1         | -             | -             | -             | -             | 29     | -12    | 1      |
| «Шериф»                                                                         | НД                | 09-10             | 9         | ?         | ?         | 3     | ?     | ?     | 0         | 0         | 0         | -             | -             | -             | -             | 12     | ?      | ?      |
| «Шериф»                                                                         | Всього            | Всього            | 51        | −4        | 7         | 7     | ?     | ?     | 18        | −20       | 5         |               | 0             | 0             | 0             | 76     | −24    | 12     |
| «Чорноморець» Б                                                                 | А                 | 08-09             | 7         | -7        | 2         | 4     | -5    | 1     | -         | -         | -         | -             | -             | -             | -             | 11     | -12    | 3      |
| «Чорноморець» Б                                                                 | А                 | 07-08             | 28        | ?         | ?         | 1     | ?     | ?     | -         | -         | -         | -             | -             | -             | -             | 29     | ?      | ?      |
| «Чорноморець» Б                                                                 | Б                 | 06-07             | 9         | ?         | ?         | 0     | 0     | 0     | -         | -         | -         | -             | -             | -             | -             | 9      | ?      | ?      |
| «Чорноморець» Б                                                                 | Всього            | Всього            | 44        | −7        | 2         | 5     | −5    | 1     | 0         | 0         | 0         |               | 0             | 0             | 0             | 49     | −12    | 3      |
| «Нафтєкс»                                                                       | А                 | 05-06             | 4         | ?         | ?         | 1     | ?     | ?     | -         | -         | -         | -             | -             | -             | -             | 5      | ?      | ?      |
| «Нафтєкс»                                                                       | Всього            | Всього            | 4         | ?         | ?         | 1     | ?     | ?     | 0         | 0         | 0         |               | 0             | 0             | 0             | 5      | ?      | ?      |
| «Поморіє»                                                                       | Б                 | 04-05             | 2         | ?         | ?         | 1     | ?     | ?     | -         | -         | -         | -             | -             | -             | -             | 3      | ?      | ?      |
| «Поморіє»                                                                       | Всього            | Всього            | 2         | ?         | ?         | 1     | ?     | ?     | 0         | 0         | 0         |               | 0             | 0             | 0             | 3      | ?      | ?      |
| Всього за кар'єру                                                               | Всього за кар'єру | Всього за кар'єру | 136       | −29       | 32        | 14    | −5    | 1     | 33        | −29       | 12        |               | 1             | −6            | 0             | 184    | −69    | 45     |
| Б — Група Б; А — Група А; НД — національний дивізіон; СБ — суперкубок Болгарії. |                   |                   |           |           |           |       |       |       |           |           |           |               |               |               |               |        |        |        |
| Останнє оновлення 28 березня 2014.                                              |                   |                   |           |           |           |       |       |       |           |           |           |               |               |               |               |        |        |        |

## Титули та досягнення

### Командні

#### Болгарія
- «Чорноморець» Бургас:
  -  Золотий призер групи Б чемпіонату Болгарії (1): 2006-07.
  -  Срібний призер кубку Інтертото (1): 2008.
- «Лудогорець»:
  -  Чемпіон Болгарії (9): 2012-13, 2013-14, 2014-15, 2015-16, 2016-17, 2017-18, 2018-19, 2019-20, 2020-21
  - Володар Кубка Болгарії з футболу (1): 2013-14
  - Володар Суперкубка Болгарії з футболу (2): 2014, 2018

#### Молдова
- «Шериф»:
  -  Чемпіон Молдови (2): 2009-10, 2011-12.
  -  Срібний призер національного дивізіону Молдови (1): 2010-11.
  -  Володар кубка Молдови (1): 2009-10.
  -  Півфіналіст кубка Молдови (2): 2010-11, 2011-12.
  -  Фіналіст суперкубка Молдови (1): 2012.

### Індивідуальні
- Найкращий воротар Молдови (1): 2010 (18 грудня 2010).[1]